# Chafariz do Andaluz

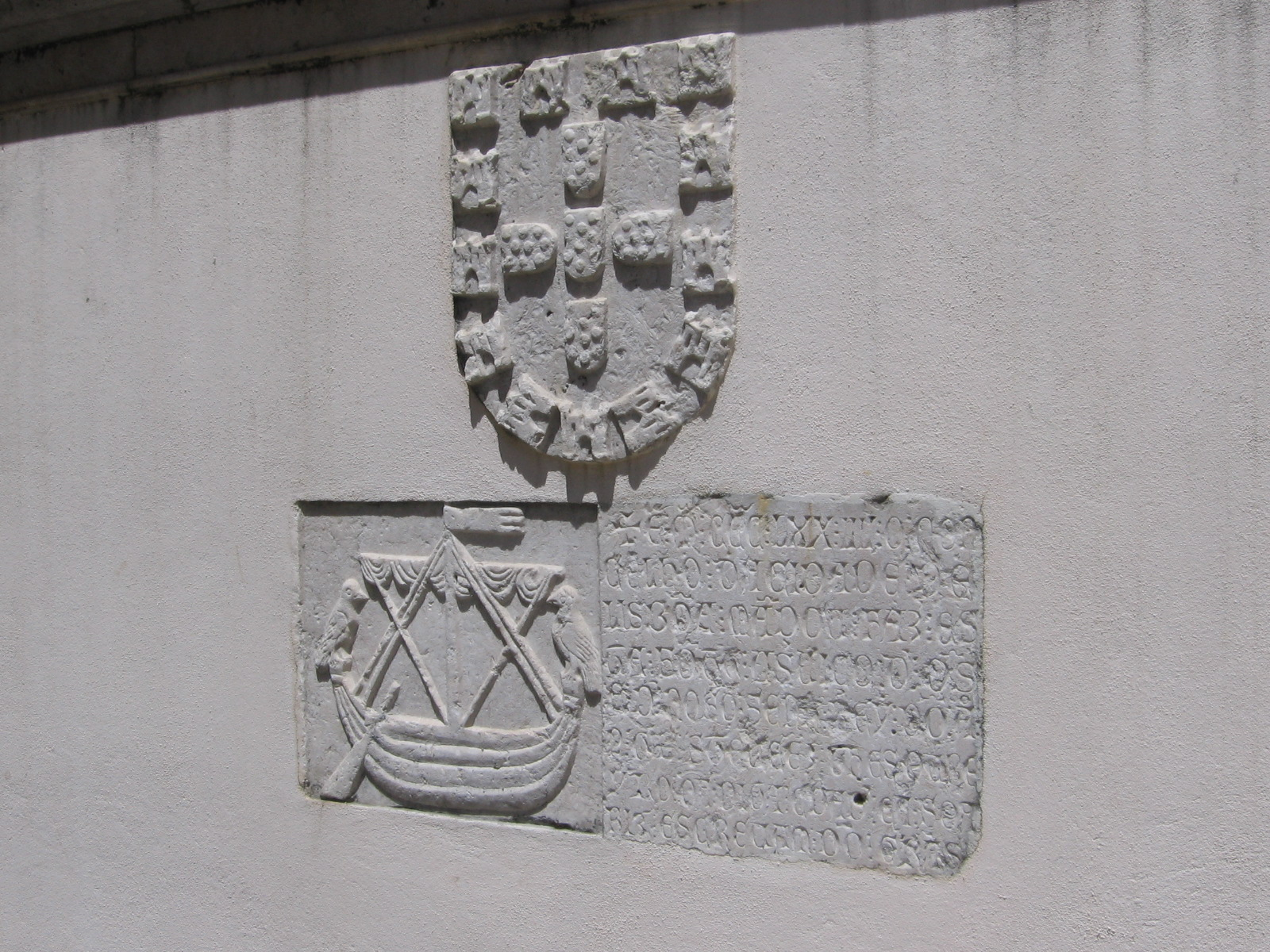
Inschrift auf der Rückseite des Chafariz do Andaluz

Der Chafariz do Andaluz ist ein Wandbrunnen in der portugiesischen Hauptstadt Lissabon. Er befindet sich am Largo de Andaluz, einer platzähnlichen Erweiterung am nördlichen Ende der Rua de Santa Marta, in der Stadtgemeinde Santo António.
Gemäß der Inschrift auf der Rückseite des Brunnens, gab den Auftrag zu seinem Bau die Stadt Lissabon im Jahr 1376. Links daneben, das Wappen der Stadt Lissabon, darüber die Insignien von König Alfons IV.
Koordinaten: 38° 43′ 38,3″ N, 9° 8′ 52,4″ W